# نملاوية درنية
نملاوية درنية (الاسم العلمي:Myrmecodia tuberosa) هي نوع من النباتات يتبع جنس النملاوية من الفصيلة الفوية.